# Ostrzał Chersonia (3 maja 2023)
Ostrzał Chersonia 3 maja 2023 roku – atak przeprowadzony przez wojska rosyjskie 3 maja 2023 roku podczas inwazji Rosji na Ukrainę. Tego dnia doszło do 98 ostrzałów obwodu chersońskiego, w których wystrzelono 539 pocisków z artylerii, wieloprowadnicowych systemów rakietowych, czołgów, dronów i samolotów. Chersoń został ostrzelany szesnaście razy. W wyniku ataków śmierć poniosły 24 osoby, a 45 zostało rannych (w tym dwoje dzieci).

## Atak

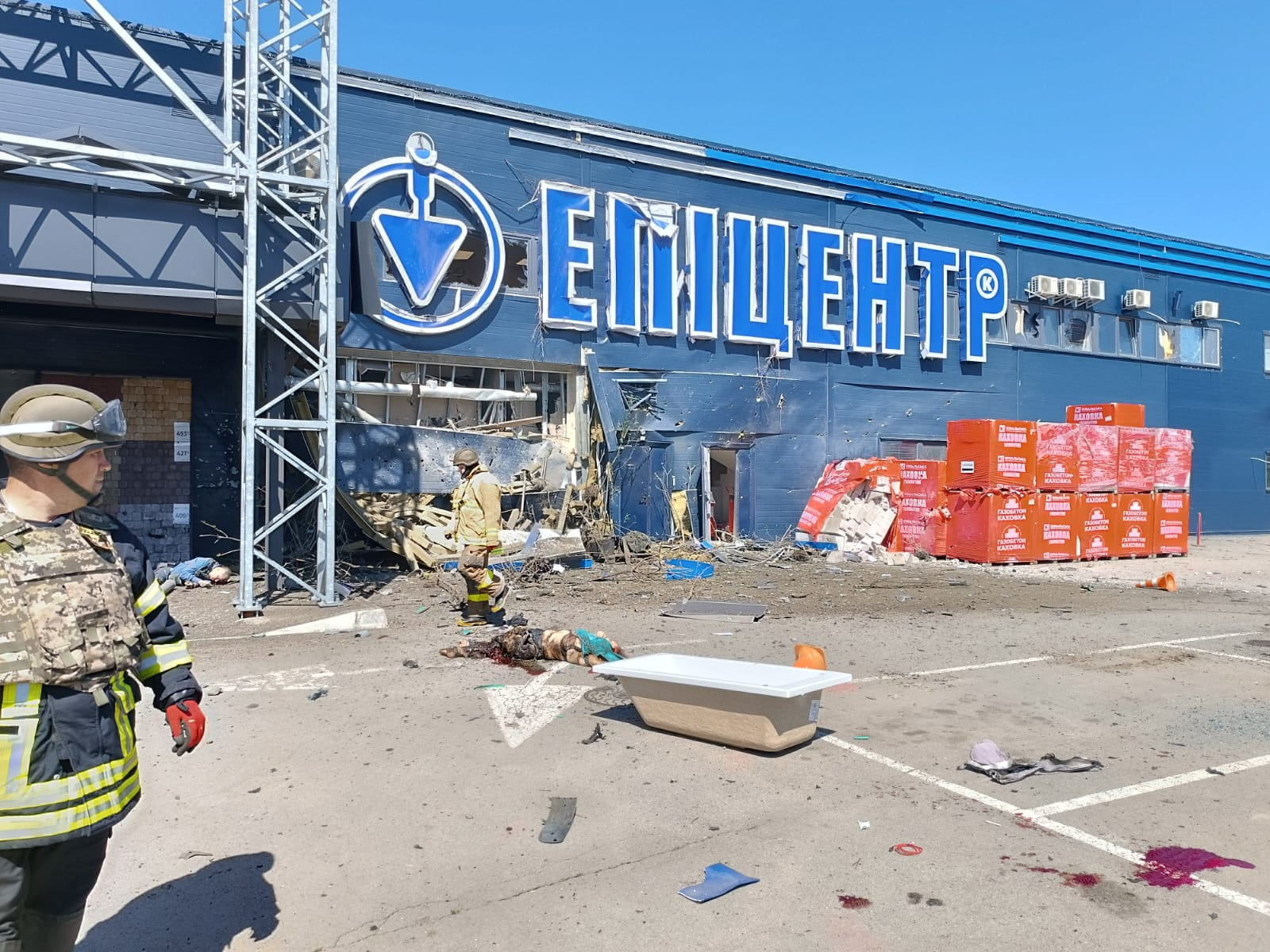
Sklep „Epicentr” w Chersoniu po ostrzale

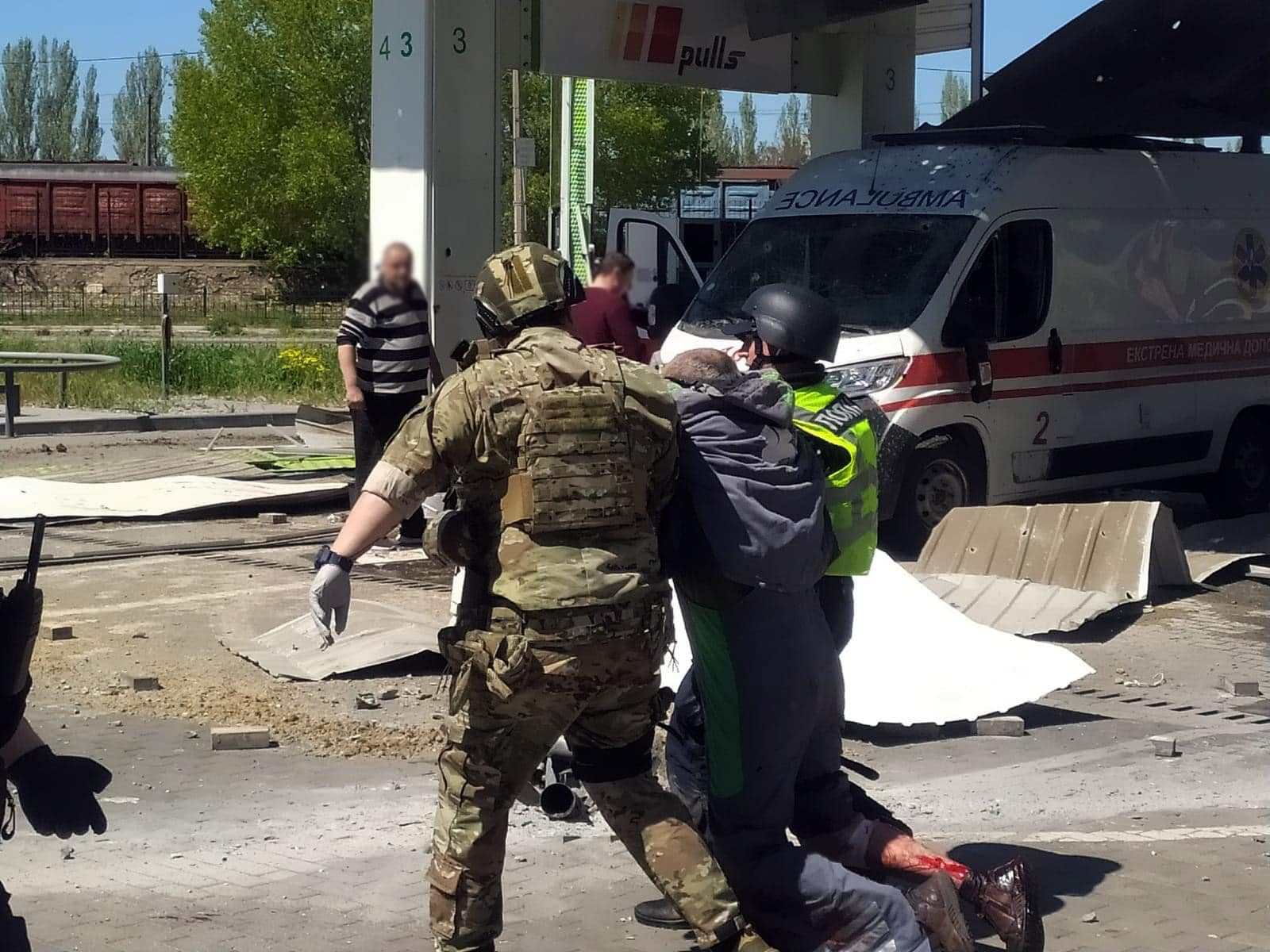
Ranny na stacji benzynowej

W wyniku ostrzału stacji kolejowej zginęła jedna osoba, a sześć innych zostało rannych. W samym ataku na pociąg został ranny 24-letni konduktor. Atak rozpoczął się w momencie, gdy pojazd został podstawiony na stację. Ze względu na procedury bezpieczeństwa wprowadzone przez Ukrzaliznycię pasażerowie znajdowali się w tym czasie w schronie. Pomimo uszkodzenia dwóch wagonów pociąg jadący do Lwowa dotarł na miejsce docelowe zgodnie z rozkładem jazdy.
W ataku na hipermarket „Epicentr” zginęły 3 osoby, a 5 zostało rannych. Co najmniej 4 osoby zginęły w sklepie ATB.
Wojska rosyjskie zabiły trzech pracowników, którzy wykonywali prace naprawcze sieci energetycznej w pobliżu wsi Stepaniwka. Agresorzy ostrzelali także Michajliwkę, Hawryliwkę i Tiahynkę. W Tokariwce 47-letni mężczyzna zginął w wyniku ostrzału na własnym podwórku, a w Iwaniwce 61-letni mieszkaniec został ranny.
Po atakach wprowadzono godzinę policyjną obowiązującą od 5 maja od 20:00 do 8 maja do 06:00. W tym okresie obowiązywał zakaz poruszania się i przebywania na ulicach, a miasto było zamknięte dla wjazdu i wyjazdu. Ponadto od 4 do 6 maja w obwodzie chersońskim wprowadzono żałobę.
Atak został wspomniany przez prezydenta Ukrainy Wołodymyra Zełenskiego we wpisie na Telegramie. Jak wymienił Zełenski, w ataku sił rosyjskich ostrzelane zostały „stacja kolejowa i stacja przesiadkowa, dom, sklep budowlany, sklep spożywczy [oraz] stacja benzynowa”.